# Vakarų ekspresas
Vakarų ekspresas (litauisch: Abendzeitung) ist eine Tageszeitung und ein Medienunternehmen in der litauischen Hafenstadt Klaipėda. Sie wird seit 1990 herausgegeben und erscheint sechs Mal in der Woche. Die Beilagen sind „Autosalonas“ ('Autosalon'), „Sveikata“ ('Gesundheit'), „Litas prie lito“, „Jūros vartai“ ('Meerestor'), „Kultūros uostas“ ('Kulturhafen') und „Šeštadienis“ ('Samstag'). 2011 beschäftigte das Unternehmen 52 Mitarbeiter. Direktor des Unternehmens UAB „Vakarų ekspresas“ und Chefredakteur der Zeitung ist Gintaras Tomkus. Es gehört dem litauischen Medienkonzern Respublikos leidinių grupė.
Das Verbreitungsgebiet ist Klaipėda, Gargždai, Skuodas, Mažeikiuose, Naujoji Akmenė, Palanga, Kretinga, Plungė, Telšiai, Šiauliai, Rietavas, Šilalė, Neringa, Šilutė, Tauragė, Jurbarkas, Raseiniai, Kaunas, Marijampolė, Vilnius.

## Geschichte
Ab 1932 wurde Mažoji Lietuva herausgegeben.
Nach der ersten Versammlung der Lietuvos Persitvarkymo Sąjūdis-Aktivisten Juli 1988 gab eine Gruppe der jungen Journalisten und technischen Mitarbeiter von der „Tarybinė Klaipėda“ (dt. 'Sowjetisches Klaipėda'), Parteizeitung der Lietuvos komunistų partija, mit Xenographie die Zeitung „Persitvarkymosi naujienos“ ('Umstrukturierungsneuigkeiten') heraus. Ab der zweiten Nummer hieß sie Mažoji Lietuva. Von 1988 bis 1989 erschien Mažoji Lietuva als Zeitung von Sąjūdis der Stadt Klaipėda zweimal in der Woche und bis 1990 als Wochenschrift von Sąjūdis im Land Klaipėda. Die Redaktion war in Klaipėda und Vilnius. Von 1989 bis 1991 erreichte die Tirage von 30.000 bis 50.000 Exemplare. Am 15. September erschien Vakarų ekspresas als eine Alternative an die kommunistische und offiziöse Tarybinė Klaipėda. Ab 1992 erschien sie dienstags, donnerstags und samstags. 1993 beendete man die Herausgabe der Wochenschrift Mažoji Lietuva und Vakarų ekspresas wurde zur Tageszeitung.
1996 wurden die Vertretungen der Redaktion in Gargždai, Šilutė und Kretinga. Am 1. Juli 1996 übernahm das Unternehmen UAB „Brolių Tomkų leidyba“ die Rechte von UAB „Mažoji Lietuva“. Ab 1999 gab es Website www.vakaru-ekspresas.lt. Seit 2004 gibt es www.ve.lt.